# Église Saint-Marcel de Lagraulière
L'église Saint-Marcel est une église catholique située sur la commune de Lagraulière, dans le département français de la Corrèze, en France.

## Historique et description
L'église, qui date du XIIe siècle, présente un plan de nef unique, avec transept, et  abside voûtée en cul-de-four. La nef, à l'origine voûtée en berceau est couvert par un plafond en bois.
Le transept a été remanié au sud, mais le croisillon nord a gardé sa disposition primitive. La croisée du transept est portée par des piliers carrés flanqués de colonnes demi-cylindriques et couverte par une coupole sphérique sur pendentifs surmontée d'une calotte sur plan elliptique. La croisée du transept est surmontée d'une tour carré formant clocher.
Le porche occidental est constitué par un passage voûté en berceau et surmontée d'une tour carré à deux étages où se trouvent des pièces qui servaient le logement aux moines de l'abbaye d'Aubazine. Les faces intérieures du porche sont ornées d'une double arcature en plein-cintre avec colonnettes et chapiteaux sculptés et une décoration de bas-reliefs. Les bas-reliefs au nord représente la mort du mauvais riche et au sud, un avare aux prises avec un démon et un homme qui porte un énorme poisson. Le portail, encadré de fines colonnettes, s'ouvre sous une triple archivolte en tiers-point.
L'édifice est classé au titre des monuments historiques en 1932.

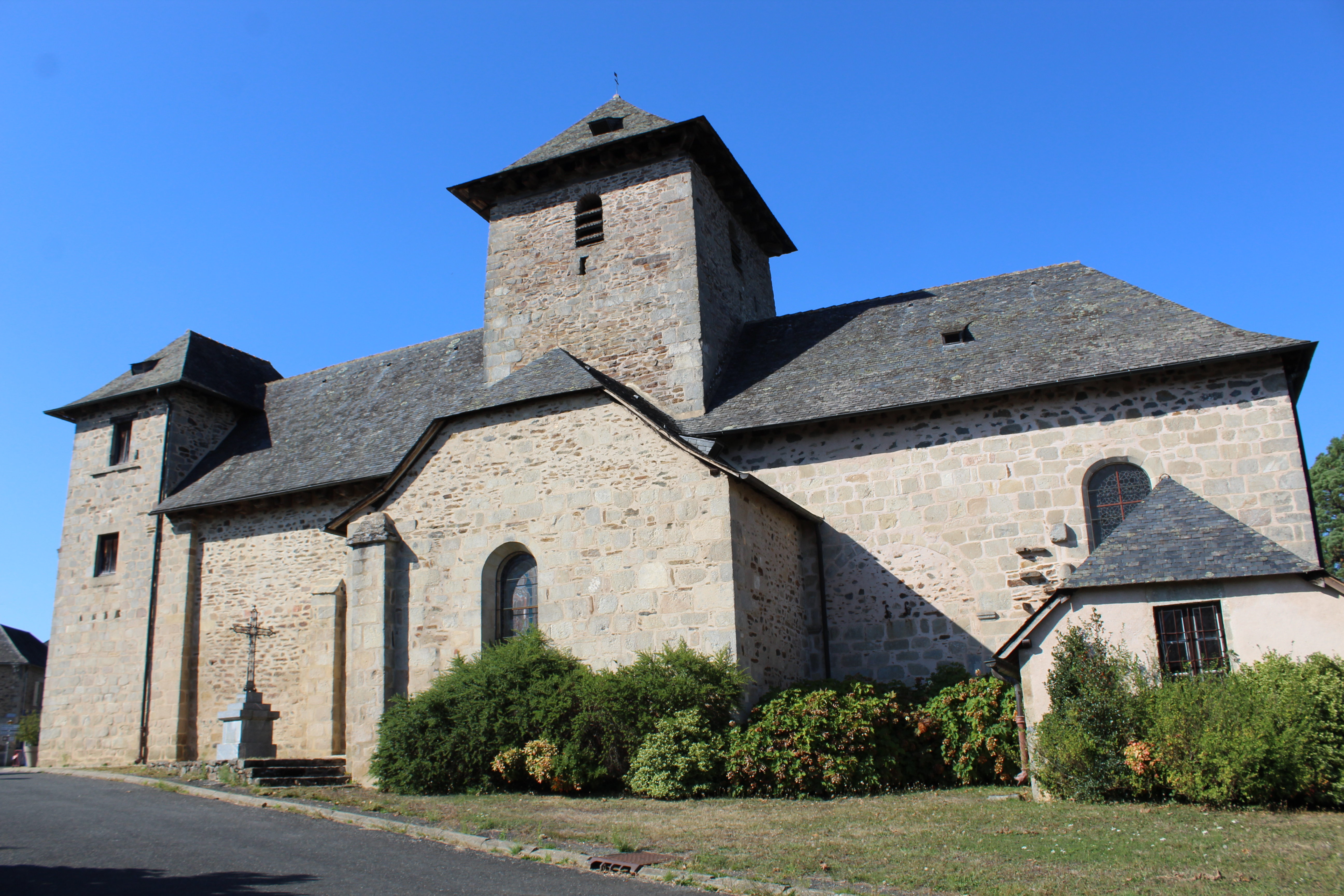
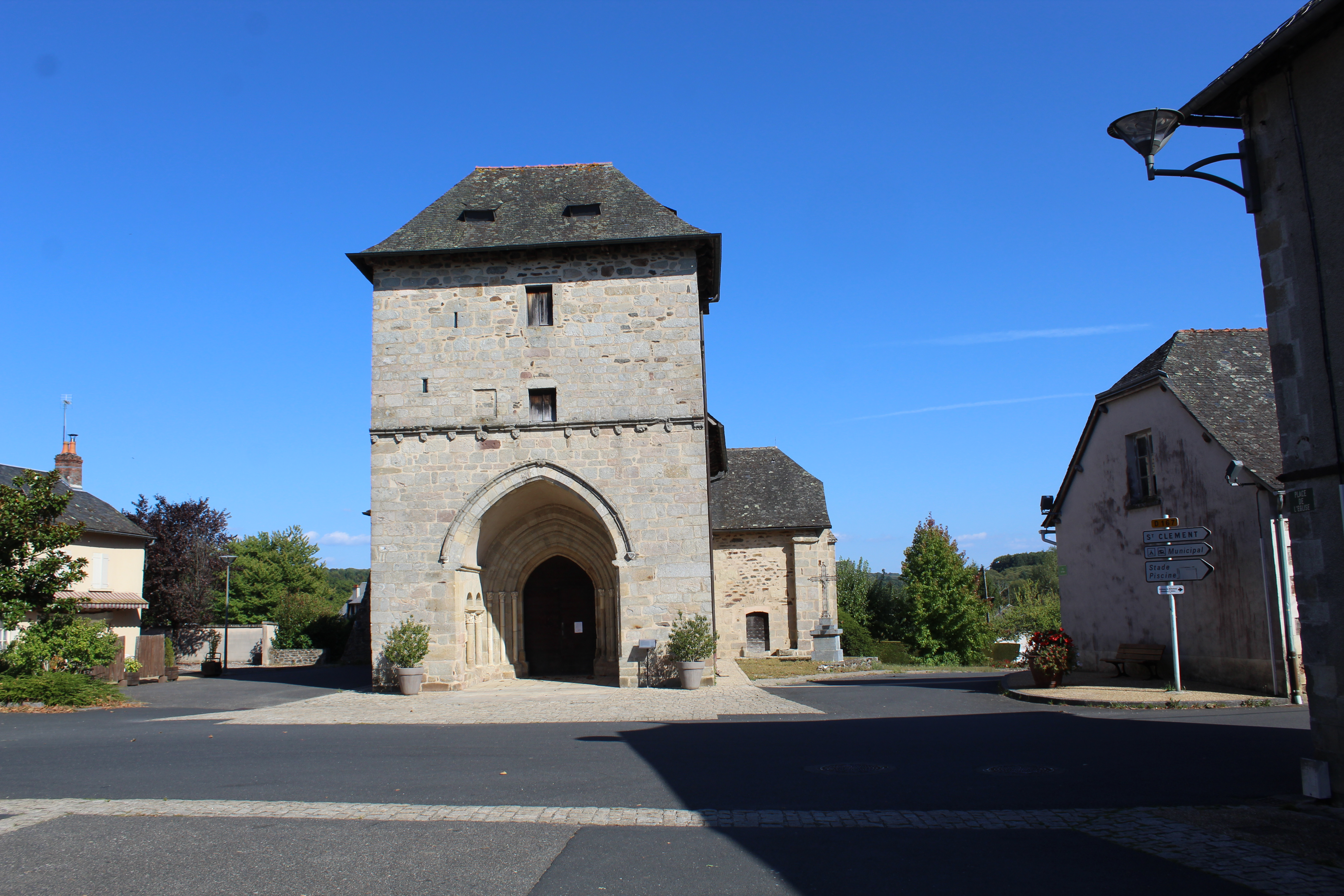
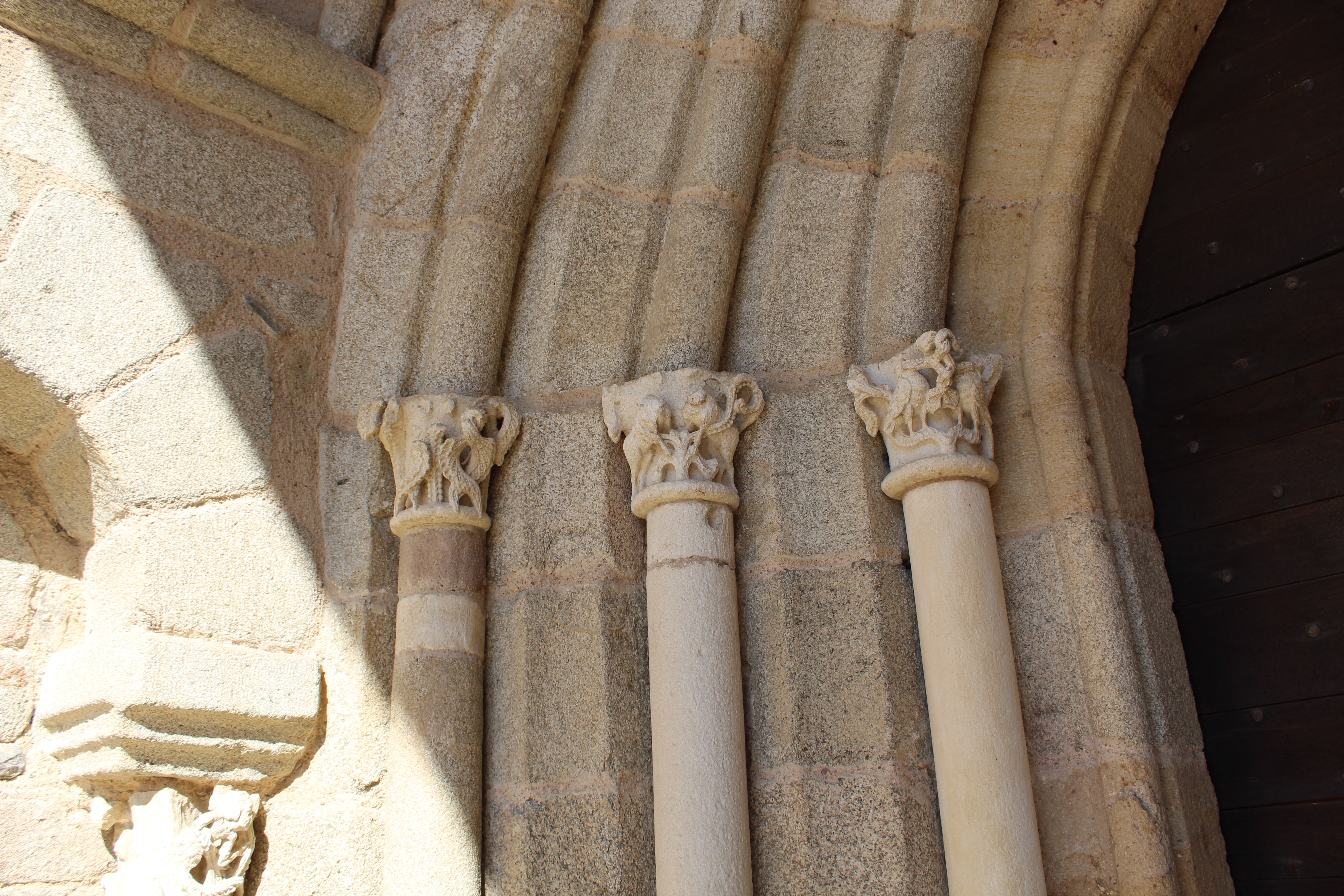
Détail des sculptures du portail.
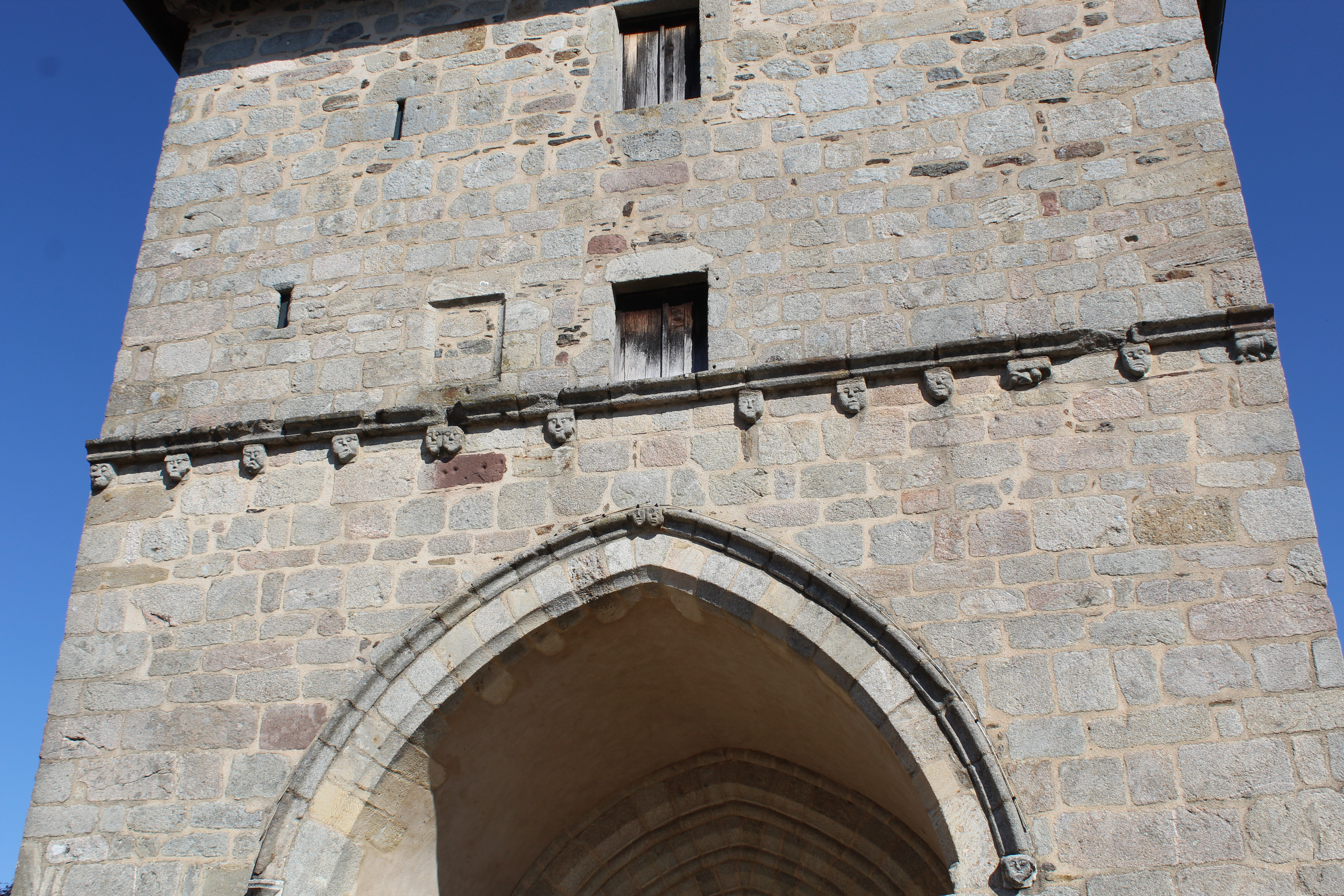
Détail des têtes sculptées sur le clocher.

## Les bas-reliefs du porche
Sous le porche de l'église on peut admirer des bas reliefs sculptés. Sur le côté sud du porche, sous l'arcade gauche on trouve l'emblème conventionnel du péché capital de l'Avarice en la personne d'un vieux grigou à bourse plein attaché autour du cou, assis dans un fauteuil d'apparat. Un diable ailé grimpe sur ses épaules et le tourmentes de la main et de la voix. Sous l'arcade droite on voit un jeune piscifère, aux traits fins et élégants, qui commence à fléchir les jambes de fatigue, sous le poids d'un énorme poisson.
L'arcade du côté nord du porche est décoré d'un bas-relief représentant la mort du mauvais riche sur son grabat. Au-dessus, l'ange de la mort vient chercher son âme.
La similitude thématique de ces trois bas-reliefs avec les trois correspondants que l'on trouve réunis sous l'arcade géminée occidentale du porche de l'Abbaye Saint-Pierre de Moissac, (Tarn et Garonne) est frappante : La mort du riche alité chez lui ; l'avare surmonté d'un diable à califourchon et une Luxure qui a la forme d'une naïade tétée par deux serpents.
Les deux triptyques sont d'origine monastique et il résulte que la Luxure et le piscifère étaient, pour les moines, des équivalents sémantiques, appliqués au péché de la luxure, pris au sens large. Dans l'imagerie destinée aux moines, dont les vœux perpétuels sont ceux de la pauvreté et de la chasteté, le binôme Avarice/Luxure est incontournable. L'éphèbe qui a pris la place de la Venus de Moissac, incarne aussi la luxure.

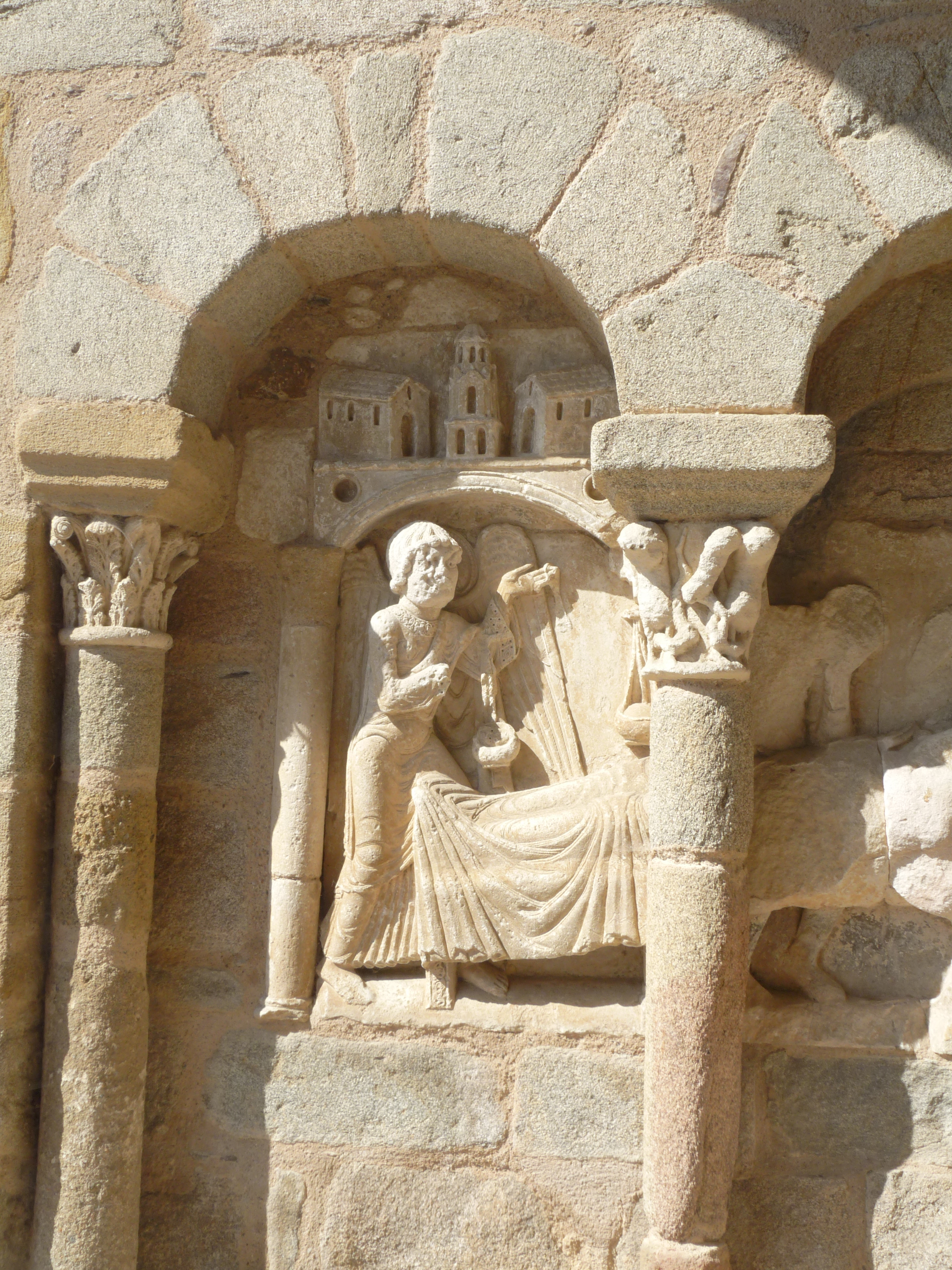
La mort du riche
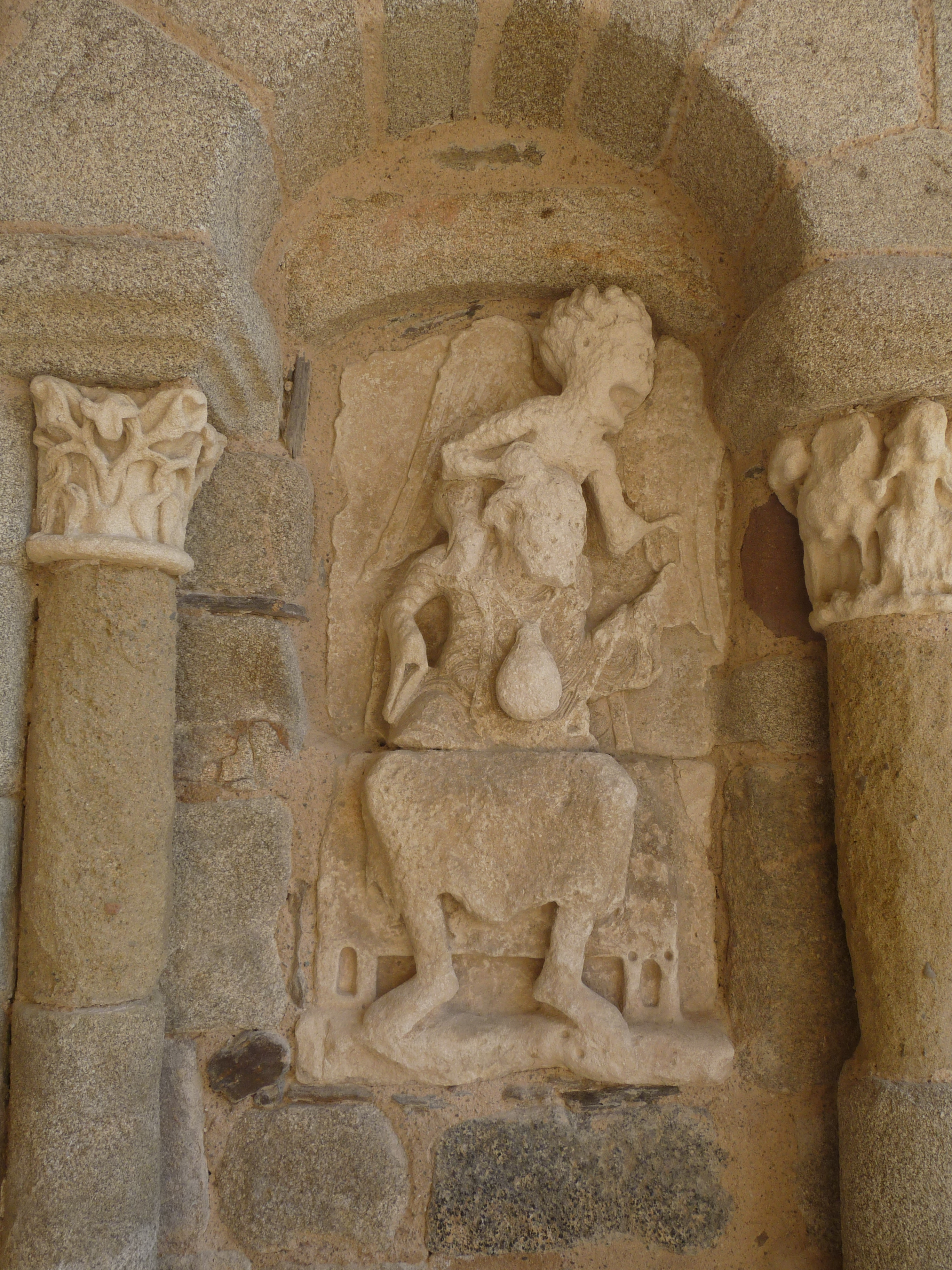
L'Avare
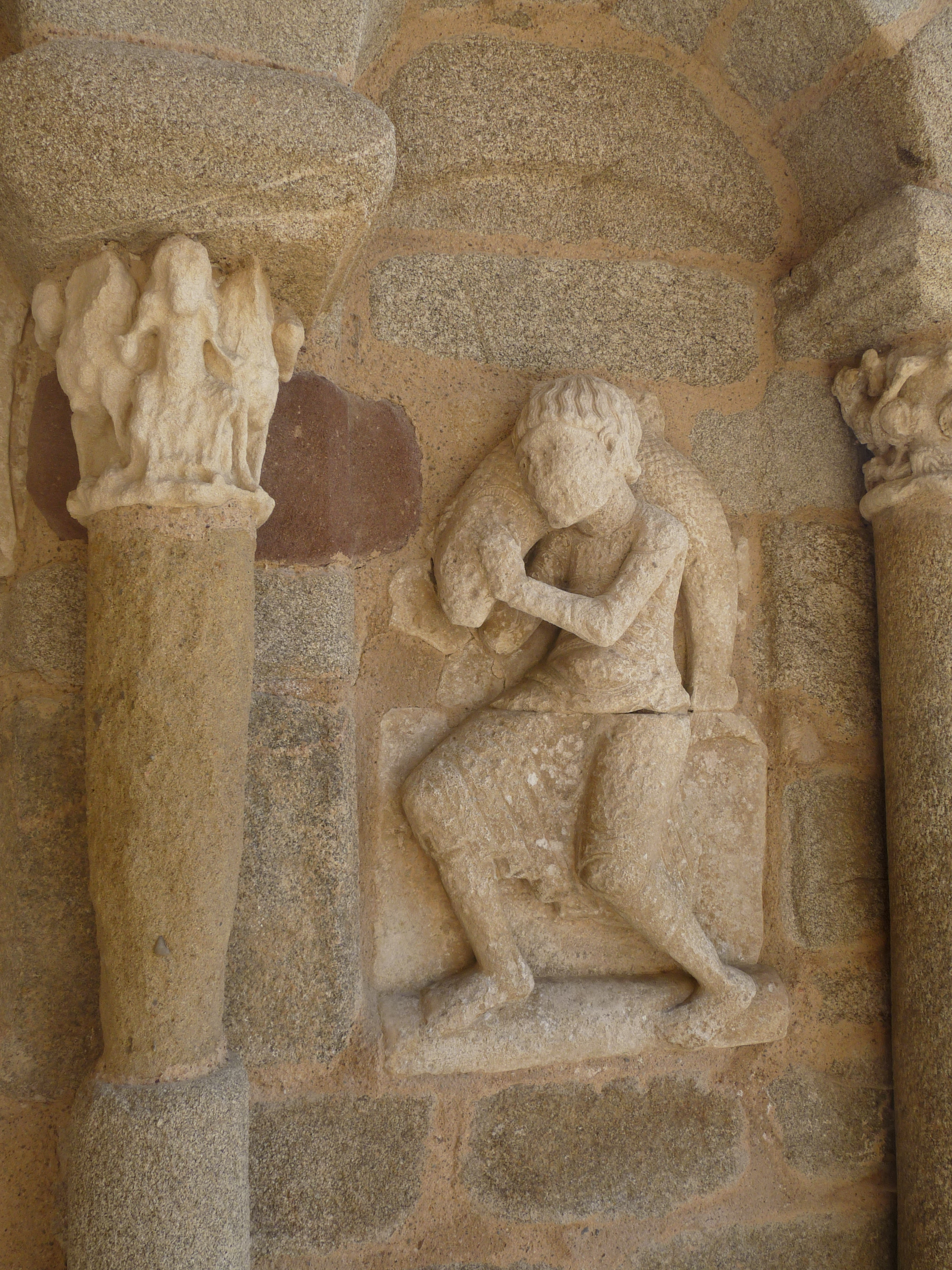
Le piscifère
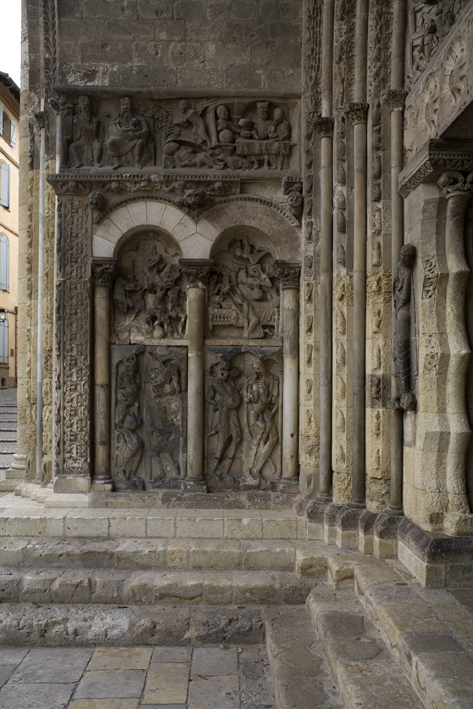
Porche de Moissac